# Louis Gallois
Louis Gallois (nacido el 26 de enero de 1944) es un empresario francés. Fue director general de EADS, la empresa europea de defensa aeronáutica y espacio, de 2007 a 2012.

## Biografía
Gallois dirigió varios departamentos gubernamentales durante su carrera.
Fue nombrado jefe del gabinete civil y militar del Ministerio de Defensa francés (1988-1989). Fue presidente y director ejecutivo de Snecma, un fabricante de motores de aviones y cohetes, de 1989 a 1992, cuando se convirtió en director ejecutivo de Aérospatiale, una empresa de aviación estatal francesa. Dirigió esa empresa hasta 1996, cuando se convirtió en presidente de SNCF, la empresa ferroviaria estatal nacional de Francia.
Gallois se incorporó a EADS el 2 de julio de 2006 tras la dimisión de Noël Forgeard. Forgeard dimitió tras acusaciones de uso de información privilegiada, que él negó. Forgeard había vendido acciones de EADS semanas antes de que su filial Airbus anunciara que el Airbus A380 volvería a sufrir retrasos. El anuncio provocó una caída del 26% en el precio de las acciones de EADS.
El 9 de octubre de 2006, Gallois reemplazó a Christian Streiff como director ejecutivo del fabricante de aviones Airbus S.A.S. El 16 de julio de 2007 se cambió la estructura directiva de EADS y Gallois fue nombrado director general de EADS por un período de cinco años. Fue reemplazado el 31 de mayo de 2012 por el entonces director ejecutivo de Airbus, Tom Enders.
Gallois es miembro del consejo de administración de la École Centrale Paris y presidente de la Fondation Villette-Entreprises.
En 2012, inmediatamente después de dejar EADS, Gallois se convirtió en Comisionado de Inversiones del gobierno. Ocupó su cargo hasta 2014.
Es elegido en junio de 2012 presidente de la FNARS (Fédération nationale des Associations d'accueil et de réinsertion sociale), un grupo centrado en acciones sociales y solidarias.
Louis Gallois se graduó en HEC Paris y ENA.